# Lädine
Eine Lädine oder Ledine ist ein historischer Lastensegler, der als Schiffstyp zwischen dem 14. und dem 20. Jahrhundert für die Dauer von etwa 500 Jahren in der Bodenseeschifffahrt gebräuchlich war. Die Lädine ähnelt vom Typus her anderen Lastsegelschiffen, die auf mitteleuropäischen Binnengewässern verbreitet waren. Die kleinere Ausgabe der Lädine heißt Segmer oder Segner.

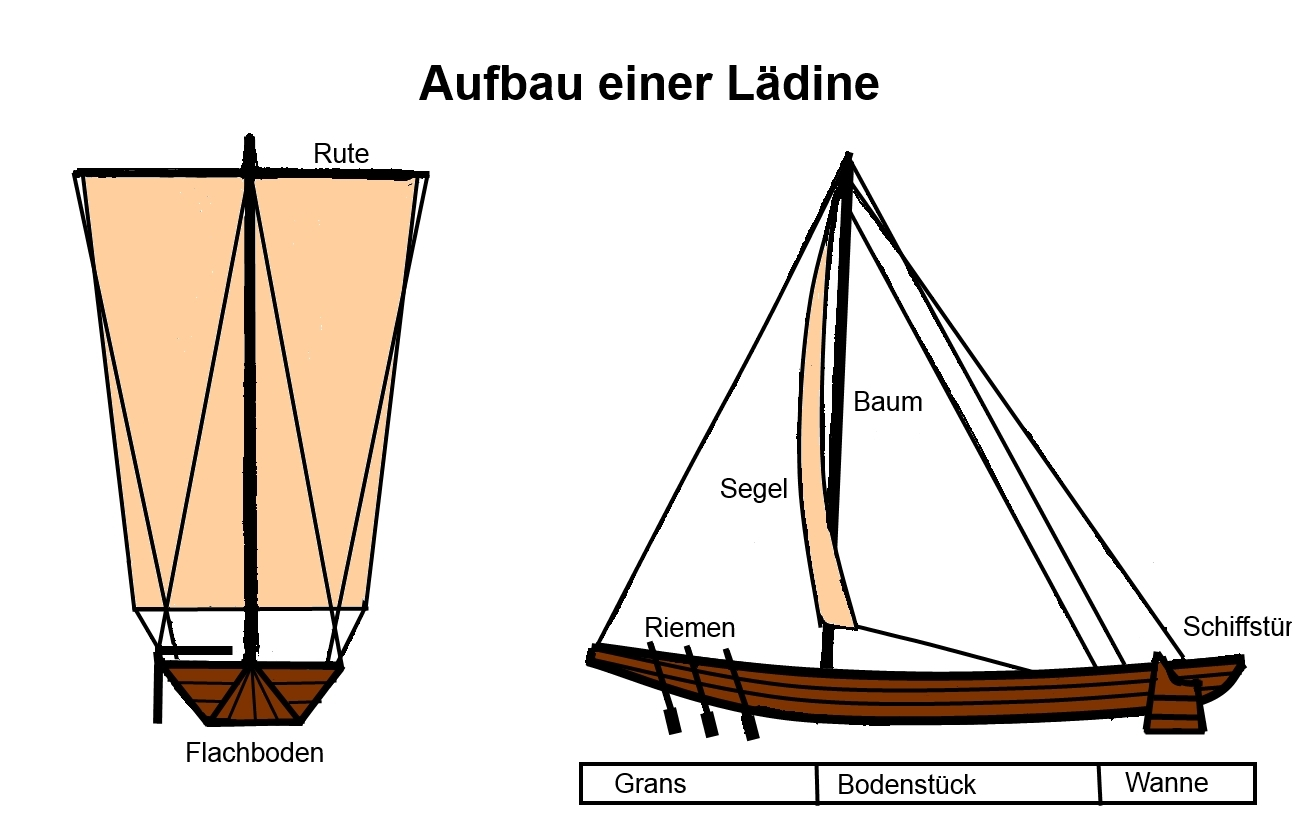
Der Aufbau einer Lädine

## Aufbau und Entwicklung

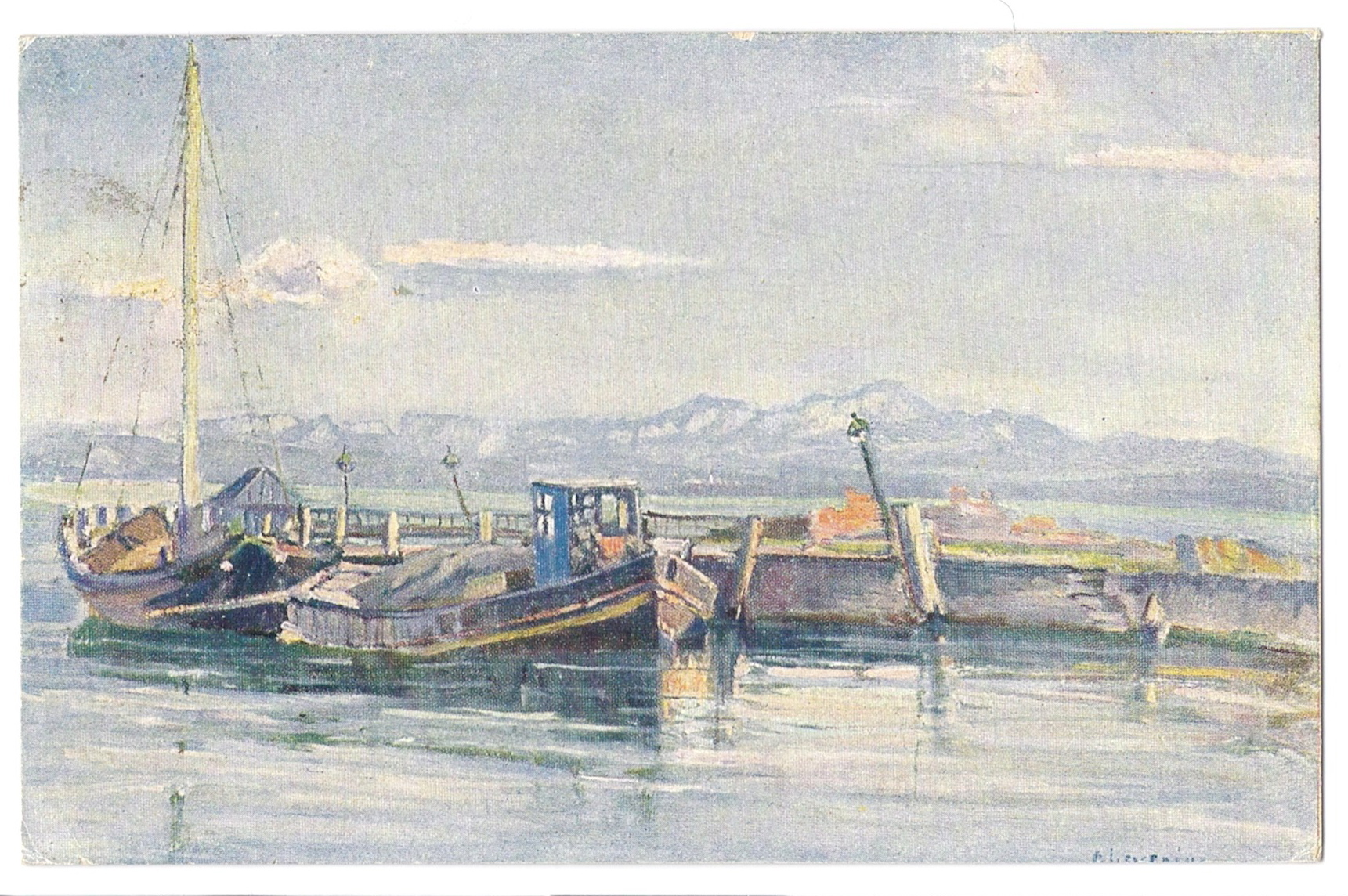
Eine der letzten Lädinen und eines der ersten Motor-Kiesschiffe in Immenstaad (vor 1921)

Der Aufbau beider Arten war einheitlich, die Abmessungen unterschieden sich aber in den fünf Anrainerstaaten des Bodensees. So reichte die Tragfähigkeit einer Lädine bis 150 Tonnen bei einer Masthöhe von 24 Meter, einer Länge von 32 Meter und einer Breite von 4 Meter. Der Tiefgang betrug 1,17 Meter bis 1,46 Meter, das Freibord 35 Zentimeter bis 42 Zentimeter. Die vier Arten der Segmer hatten eine Tragfähigkeit zwischen 7 Tonnen und 75 Tonnen und waren bis zu 20 Meter lang.
1764 gab es auf dem Bodensee etwa tausend Frachtsegler, davon 150 Lädinen, deren Zahl bis 1824 auf 60 bis 70 schrumpfte. Um die Jahrhundertwende segelten nur noch wenige. Manche wurden mit 5-PS-Benzinmotoren ausgerüstet oder von Dampfschiffen geschleppt. Die meisten wurden abgewrackt und zu Brennholz verarbeitet, so wie die letzte originale Lädine 1952 in Bodman.

## Transportkonzept
Als Transportmittel hatte die Lastschifffahrt, im Zeitalter der Fuhrleute mit Ochsenkarren und Lastpferden, gegenüber dem Überlandtransport mehrere Vorteile, nämlich schneller, billiger und zuverlässiger zu sein. Heute, im Zeitalter der Lastkraftwagen und Autobahnen trifft dies nur noch für so genannte Massengüter zu, wenn Start- und Endpunkt des Transports über Wasserstraßen per Lastschiff erreichbar ist.
Gemäß dem damaligen technischen Wissensstand bediente man sich bauchiger, flacher hölzerner Einmaster-Kähne, die mit einem riesigen Rahsegel vor dem Wind segeln konnten. Bei Windflaute musste man entweder rudern, treideln oder am Ufer staken, um zum Zielort vorzustoßen. Gegenwind bedeutete, im Hafen abzuwarten, weil das Kreuzen ohne Kiel nicht möglich war. In den Geschichtsquellen finden sich häufig Klagen über Verletzungen der christlichen Sonntagsruhe, da man lieber den vorhandenen Wind nutzte als mühselig und langwierig zu rudern oder zu staken. Mit dem Löffelbug war es möglich, das Schiff am Ufer abseits der Häfen zu be- und entladen.

## Transportgüter
Am Beispiel des Bodensees lässt sich sagen, dass dort wertvolle Speisesalzfrachten aus Bayern nach Westen verschifft wurden, Baumaterialien und landwirtschaftliche Produkte von den übrigen Anrainerorten des Sees in umgekehrter Richtung. Bei steifer Brise brauchte eine Lädine für die insgesamt 63 Kilometer längs des Bodensees etwa acht bis zehn Stunden. Weiterhin sind auch Getreide und Fässer mit Wein als historisches Transportgut bekannt. Zum Wein-Transport wird berichtet, dass es als Lohn für die Mannschaft typischerweise ebenfalls Wein gab, so dass ein Platz in der Crew bei solch einer Fahrt hoch begehrt war und schon auf der Hinfahrt üppig vom Naturallohn konsumiert wurde.

## Wracks
Im Bodensee gibt es mehrere gut erhaltene Wracks von gesunkenen Lädinen. Zwei sind für Sporttaucher einfach erreichbar. Das eine liegt vor Wiedehorn bei Egnach, das andere vor Ludwigshafen. Letzteres ist eines der Exponate des Museums unter Wasser.

## Weblinks

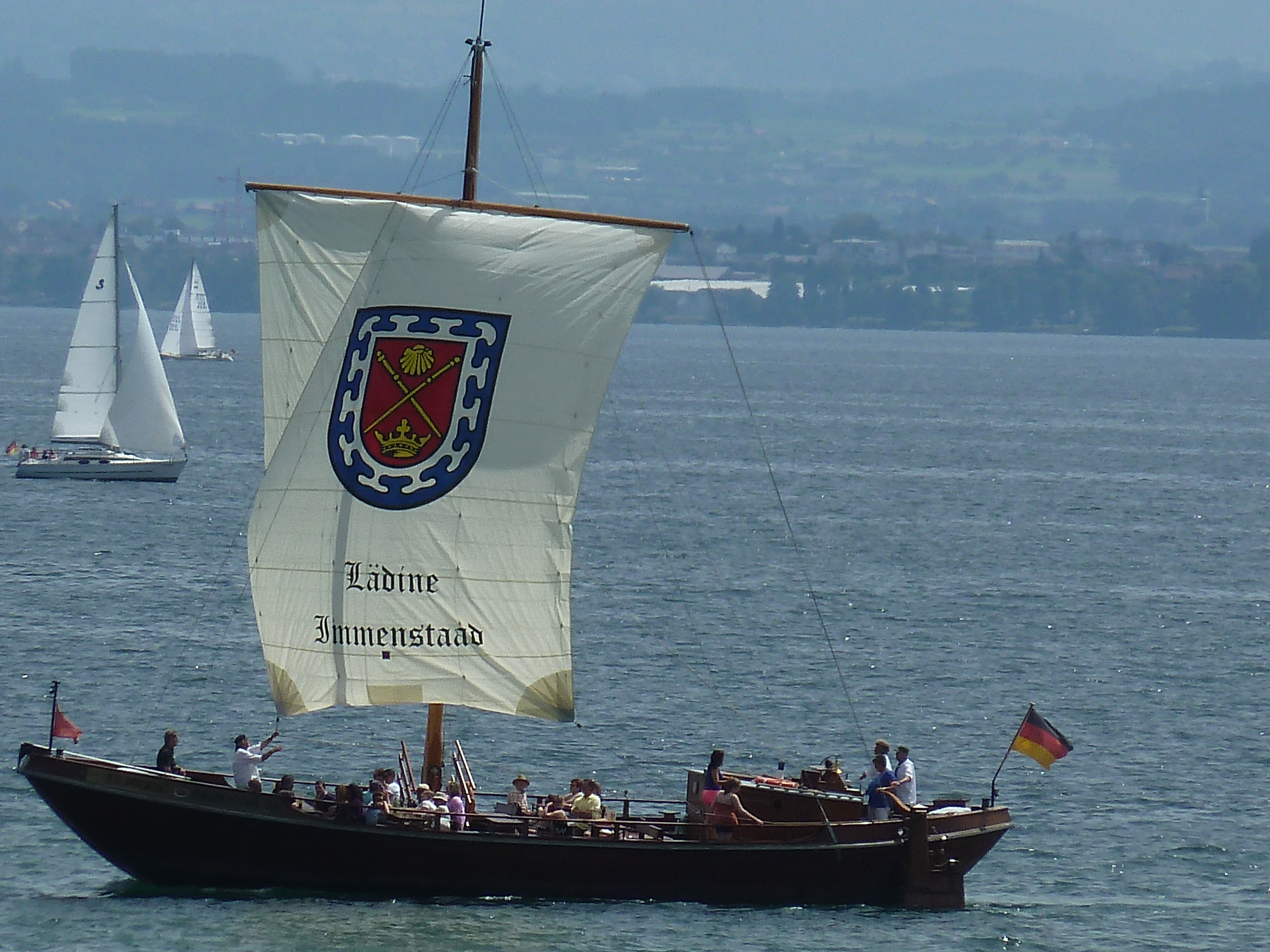
Lädine St. Jodok mit dem Wappen von Immenstaad auf dem Rahsegel.

## Nachbau

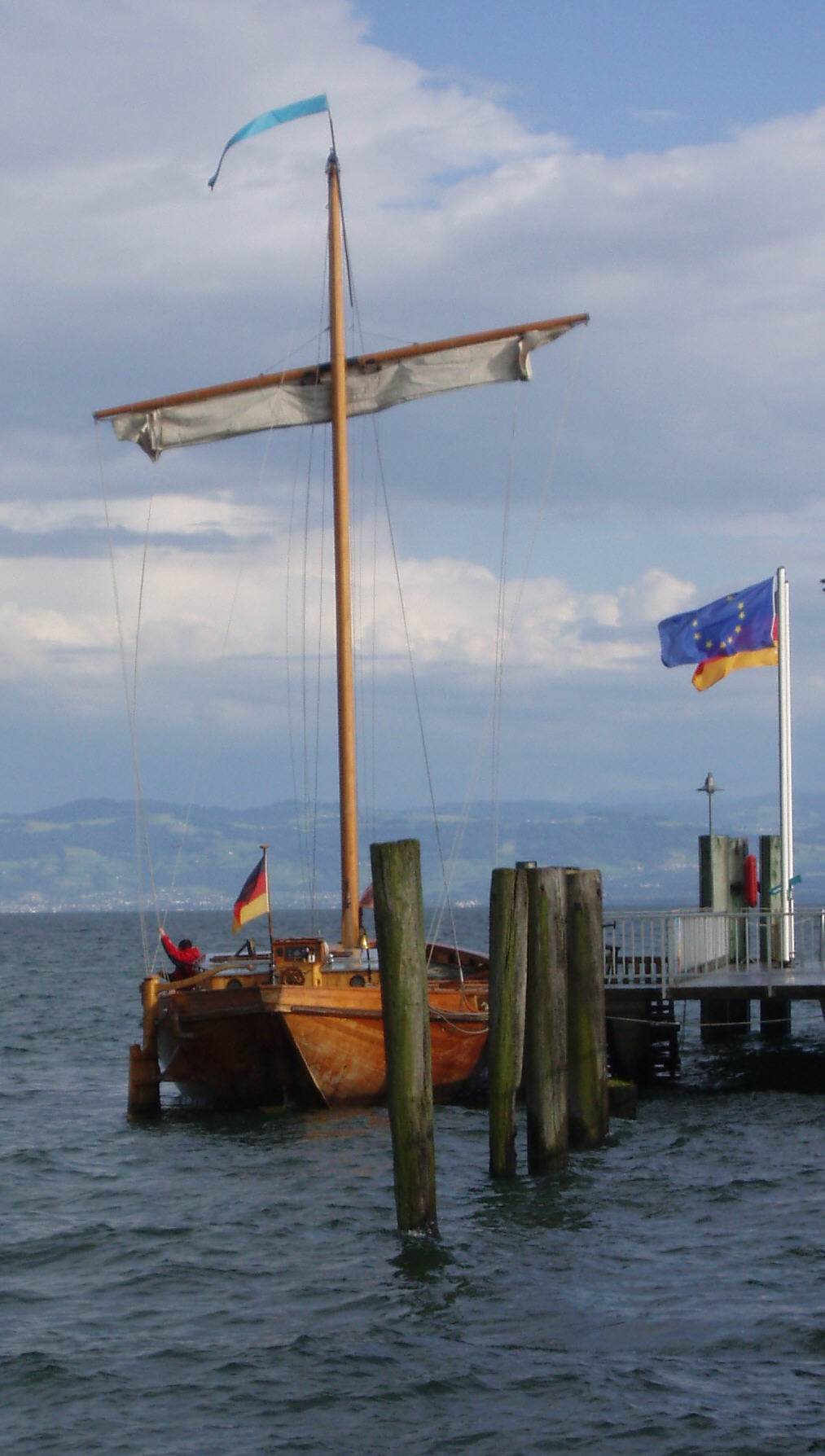
Lädinennachbau in Immenstaad

Eine historische Lädine (genauer: Segmer) wurde durch den Lädinen-Verein Bodensee e. V. mit Sitz und Heimathafen in Immenstaad nachgebaut und am 9. Mai 1999 in Dienst gestellt. Der 17 Meter lange und 20 Tonnen schwere Rahsegler fährt seither regelmäßig für Rundfahrten hinaus auf den Bodensee und nimmt auch zahlende Gäste mit. Für plötzliche Windstille und andere Notfälle ist das Schiff mit einem 120 PS starken Dieselmotor ausgerüstet. Die Immenstaader Lädine zählt zu den auffälligsten und größten Segelbooten unter den rund 55.000 Schiffen, die auf dem Bodensee amtlich zugelassen sind. Bereits ein halbes Dutzend Vereinsmitglieder haben das für die Schiffsführung nötige Kapitänspatent erworben. Dafür mussten einhundert Praxisstunden an Bord nachgewiesen werden. Weiterhin waren Prüfungen in Navigation und Wetterkunde abzulegen. Im ersten Jahrzehnt waren es 70.000 Passagiere, die auf den nachgebauten Lastensegler stiegen.